# El Bordo, Baja California
El Bordo är en ort i Mexiko.   Den ligger i kommunen Mexicali och delstaten Baja California, i den nordvästra delen av landet, 2 100 km nordväst om huvudstaden Mexico City. El Bordo ligger 23 meter över havet och antalet invånare är 110.
Terrängen runt El Bordo är mycket platt. Runt El Bordo är det glesbefolkat, med 19 invånare per kvadratkilometer. Närmaste större samhälle är San Luis Río Colorado, 18,0 km öster om El Bordo. Trakten runt El Bordo består till största delen av jordbruksmark.